# Iberina (protista)
Iberina es un género de foraminífero bentónico considerado homónimo posterior de Iberina Simon, 1881, y sinónimo posterior de Anchispirocyclina de la subfamilia Amijellinae, de la familia Hauraniidae, de la superfamilia Pfenderinoidea, del suborden Orbitolinina y del orden Loftusiida. Su especie tipo era Dicyclina lusitanica. Su rango cronoestratigráfico abarcaba el Cretácico inferior.

## Discusión
Clasificaciones previas incluían Iberina en la familia Spirocyclinidae de la superfamilia Loftusioidea, así como en el suborden Textulariina del orden Textulariida o en el orden Lituolida.

## Clasificación
Iberina incluía a la siguiente especie:
- Iberina lusitanica †